# Beaumont (автомобиль)
Beaumont — марка среднеразмерных автомобилей, выпускавшихся с 1960 по 1969 год компанией General Motors в Канаде. Автомобили выпускались на базе Chevrolet Chevelle, но имели свои собственные эмблемы и шильдики и не продавались в США. Логотип Beaumont представлял собой стрелу, похожую на Pontiac, но с кленовым листом, чтобы обозначить двойное наследие с обеих сторон озера Онтарио.

## 1962—1965: Acadian
Для развития автомобилестроения в Канаде в 1960-х годах в пакте APTA были положения, запрещающие продажу некоторых автомобилей американского производства. В ответ на это корпорация General Motors предложила определённые марки автомобилей, произведённых в Канаде, в первую очередь, для американского рынка, такие как Acadian и Beaumont.
С 1962 по 1965 год марка Beaumont являлась комплектацией Acadian. С 1962 по 1969 год автомобили Acadian базировались на современном Chevrolet Chevy II (Nova). Автомобили Beaumont продавались у дилеров Pontiac-Buick, в основном, для канадского рынка. В некоторых странах автомобили производились и продавались за пределами Северной Америки.
В 1962 году Acadian продавался в двух комплектациях: Invader и Beaumont. Beaumont обеспечивал дополнительное качество отделки, идентификацию и роскошь. Такие элементы, как задние сиденья с подушкой из пенопласта, звуковой сигнал на рулевом колесе, задние подлокотники и автоматические переключатели потолочного света передних дверей, были стандартными функциями Beaumont.
В 1963 году Acadian выпускался в четырёх комплектациях: Invader (базовая), Canso (средняя), Deluxe Beaumont или Beaumont Sport Deluxe. Beaumont вновь имел отделку, идентификацию и роскошь по аналогии с моделью 1962 года. Beaumont Sport Deluxe был эквивалентен Chevy II Nova Super Sport и в то же время имел роскошную идентификацию и значительное количество предметов роскоши — обновлённую обивку и отделку в шести возможных цветах, дополнительную набивку подушек в ковшеобразных сиденьях и задних сиденьях, роскошные дверные ручки, подсветку бардачка, а также хромированные ручки термоконтроля и приборной панели. С автоматической трансмиссией Powerglide или трёхступенчатой механической трансмиссией, консоль и напольный рычаг переключения передач были стандартными для Beaumont Sport Deluxe только с Powerglide. В наличии был только шестицилиндровый двигатель.
В 1964 и 1965 годах подразделение GM Canada продавало «Acadian Beaumont» на платформе Chevelle A-body и продолжало продавать Acadian на базе Chevy II. К 1966 году Acadian был явно основан на Chevy II, а Beaumont — на Chevelle. Многие люди считали эти автомобили Pontiac с сомнительными или отсутствующими подтверждающими доказательствами, но корпорация GM продавала их как отдельную марку. Все модельные годы автомобили Chevrolet имели незначительные различия в отделке салона и (для автомобилей на базе Chevelle) приборные панели от Pontiac Tempest/LeMans. Это связано с тем, что Канада требовала, чтобы корпорация General Motors содержала определённый процент канадского содержания в автомобилях, продаваемых на внутреннем рынке. Популярный Beaumont выпускался в трёх сериях на базе Acadian: Beaumont Standard, Beaumont Custom и Beaumont Sport Deluxe. В Канаде также выпускался кабриолет Beaumont Standard с базовой отделкой. Он входил в модельный ряд Chevelle.

## 1966—1969
С 1966 года индекс Acadian присваивался автомобилю на базе Nova, и Beaumont стал самостоятельной маркой, по-прежнему продаваемой дилерами Pontiac-Buick. В интерьере имелась комбинация приборов от серии Pontiac Tempest/LeMans/GTO (США). Внешний листовой металл является общим для Chevelle (корпуса задних фонарей и задние линзы были эксклюзивными для Beaumont). В то время как полные колпаки колёс имели уникальные эмблемы Beaumont и небольшие колпаки ступиц, колпаки раллийных колёс 1967—1969 годов были обрезаны аналогично, но не так, как на Chevelle 1967 года выпуска.
Автомобили имели эмблему, похожую, но не такую же, как мотив наконечника стрелы Pontiac с добавлением двух красных кленовых листьев или лилий. Они имели те же силовые установки, что и Chevrolet Chevelle, в том числе рядный шестицилиндровый двигатель OHV, а также различные мало- и крупноблочные двигатели V8. Выбор двигателей V8 включал в себя малоблочные версии 283, 307, 327 и более поздние версии 350 кубических дюймов, в то время как большой блок Mark IV можно было заказать с рабочим объёмом 396 кубических дюймов с 1966 по 1969 год. С 1967 года в автомобилях применялись трёх- и четырёхступенчатые механические трансмиссии, включая двухступенчатую трансмиссию Powerglide и трёхступенчатую трансмиссию Turbo Hydra-Matic. Популярными двигателями для Beaumont и Chevrolet Chevelle являлись шестицилиндровые, либо же двигатели V8 объёмом 283—327 кубических дюймов. Трансмиссия Powerglide обеспечивает экономию топлива и разумную производительность на более высоких оборотах. Модели, оснащённые двухступенчатой трансмиссией Powerglide, имели низкую производительность в модельном ряду и на низких оборотах, но были способны требовать большего крутящего момента и производительности на более высоких скоростях и оборотах, просто из-за конфигурации трансмиссии и того факта, что было только 2 передачи переднего хода.
Модели Sport Deluxe (SD) были эквивалентны уровню отделки салона Chevrolet Chevelle Super Sport и имели опциональные ковшеобразные сиденья и центральную консоль, а также полосы и отделку кузова SD. Модели SD396 являются самыми желанными моделями Beaumont. В 1967 году было выпущено всего 451 экземпляр, однако большинство из них поддались суровому канадскому зимнему климату, что делает их значительно более редкими, чем аналогичные Chevelle, и желанными для некоторых коллекционеров. SD на самом деле был пакетом «Sports Option», который устанавливался на Beaumont Custom Sport Coupe и кабриолет. Начиная с декабря 1967 года, модель 738 Sport Deluxe стала отдельной, больше не A51 Sport Option. Помимо серии SD, линейка Beaumont включала в себя базовые, кастомные и люксовые линии. В наличии был кабриолет. Другие типы кузова были идентичны тем, что были у Chevelle в данном году, в том числе очень редкий четырёхдверный хардтоп, который выпускался с 1966 по 1969 год. Автомобили Beaumont SD 396 1966 года выпуска с четырёхступенчатой механической трансмиссией встречаются крайне редко. Всего выпущено 41 экземпляр.
Начиная с 1970 года, подразделение GM Canada прекратило производство Beaumont в пользу среднеразмерных автомобилей Chevrolet Chevelle и Pontiac LeMans, которые были идентичны моделям из США.

## Производство и продажи за пределами Канады
Автомобили Beaumont также производились на заводе GM Overseas Operation в Арике, Чили, для местного рынка (сборочный завод TECNA собирал автомобили Beaumont из комплектов CKD до 1971 года, используя тип кузова 1968 года, представленный в 1969 модельном году), а автомобили канадского производства некоторое время продавались в Пуэрто-Рико. Также автомобили Beaumont выпускались в Южной Африке на сборочном заводе GM в Порт-Элизабет с использованием комплектов CKD с зеркально перевёрнутой комбинацией приборов Chevelle 1968 года и приборной панелью (автомобили южноафриканского рынка имеют правостороннее рульное движение). И Чили, и Южная Африка начали местную сборку комплектов CKD и импортозамещение, чтобы избежать импортных тарифов.

## Галерея
- 1966 Beaumont Custom
- 1966 Beaumont Sport DeLuxe
- 1966 Beaumont Sport Deluxe (интерьер)
- 1967 Beaumont Custom
- 1967 Beaumont Sport Coupe
- 1967 Beaumont
- 1968 Beaumont SD 396
- 1969 Beaumont SD 396
- 1969 Beaumont